# 豹紋蘭
豹紋蘭（学名：Staurochilus luchuensis）为蘭科豹紋蘭屬下的一个种。